# Instytut Gospodarki Surowcami Mineralnymi i Energią Polskiej Akademii Nauk
Instytut Gospodarki Surowcami Mineralnymi i Energią Polskiej Akademii Nauk – placówka naukowo-badawcza Polskiej Akademii Nauk zajmująca się badaniami w zakresie problematyki gospodarki surowcami mineralnymi. Zakres badań obejmuje szerokie spektrum problematyki: od prognozy możliwości pozyskania surowców, ich udokumentowanie, zagospodarowanie, procesy przeróbki i przetwarzania, ochronę środowiska przyrodniczego, aż do strategii i oceny gospodarki surowcami w gospodarce krajowej na tle uwarunkowań rynku światowego.

## Zakłady wchodzące w skład Instytutu
- Zakład Gospodarki Zasobami Mineralnymi
- Zakład Gospodarki o Obiegu Zamkniętym
- Zakład Polityki Energetycznej i Rynków Energii
- Zakład Rozwoju Odnawialnych Źródeł Energii
- Zakład Geoinżynierii i Inżynierii Środowiska

## Współpraca
Instytut bierze udział w finansowanych przez UE projektach badawczych (m.in. „Narzędzia dla zintegrowanego zarządzania zasobami energetycznymi biomasy”, „Akcelerator e-mobilności”, „Społeczności geotermalne – demonstracja kaskadowego wykorzystania energii geotermalnej w ciepłownictwie w integracji na małą skalę z innymi OZE wraz z modernizacją i opomiarowaniem - GEOCOM”, „Strategie i scenariusze technologiczne zagospodarowania i wykorzystania złóż surowców skalnych - FORESIGHT”, „Projekt budowy europejskiej wielkogabarytowej infrastruktury badawczej do badań Teorii Wielkiej Unifikacji i Astrofizyki Neutrin - LAGUNA”)

## Konferencje naukowe
Instytut jest organizatorem bądź współorganizatorem cyklicznych konferencji:
- Zagadnienia surowców energetycznych i energii w gospodarce krajowej
- Szkoła Eksploatacji Podziemnej
- Aktualia i perspektywy gospodarki surowcami mineralnymi
- Wykorzystanie złóż kopalin użytecznych.

## Wydawnictwo
Zakład Wydawnictw powstał w 1990 roku. Wydaje on głównie wyniki badań pracowników Instytutu, serie wydawnicze i czasopisma (Gospodarka Surowcami Mineralnymi – Mineral Resources Management, Polityka Energetyczna – Energy Policy Journal, Zeszyty Naukowe Instytutu Gospodarki Surowcami Mineralnymi Polskiej Akademii Nauk – The Bulletin of The Mineral and Energy Economy Research Institute of the Polish Academy of Sciences, Technika Pozyskiwań Geologicznych, Geotermia, Zrównoważony Rozwój – Geological Exploration Technology, Geothermal Energy, Sustainable Development).